# 公寬法親王
公寬法親王（1697年3月13日—1738年5月3日），俗名有定，幼名三宮，是日本江戶時代中期的法親王，生父母是東山天皇及冷泉經子，中御門天皇和閑院宮直仁親王的異母兄。

## 經歷
寶永五年（1708年）三宮八月受親王宣下，賜名有定，三個月後入室圓滿院得度，法號覺尊。正德三年（1713年）十二月成為公辨法親王付弟，次年（正德四年，1714年）二月改名公寬，並在四月敘二品，到享保二年（1717年）二月昇叙一品。同時，他在享保三年六月（1718年）至十六年十月（1747年）兩度擔任天台座主，後更在享保十六年至元文三年（1738年）間獲准三宮地位。
公寬法親王元文三年三月去世，葬寬永寺中開山堂。
| 宗教頭銜          | 宗教頭銜                                                                           | 宗教頭銜          |
| ----------------- | ---------------------------------------------------------------------------------- | ----------------- |
| 前任： 公辨法親王 | 毘沙門堂門跡 第32世                                                                | 繼任： 公遵法親王 |
| 前任： 公辨法親王 | 輪王寺門跡 第58世                                                                  | 繼任： 公遵法親王 |
| 前任： 公辨法親王 | 寬永寺門跡 第6世                                                                   | 繼任： 公遵法親王 |
| 前任： 道尊法親王 | 青蓮院門跡 第59世                                                                  | 繼任： 祐常       |
| 前任： 尊祐法親王 | 天台座主 第196世 1718年7月10日－1718年11月18日 第199世 1731年7月1日－1731年7月22日 | 繼任： 道仁法親王 |
| 前任： 尊祐法親王 | 天台座主 第196世 1718年7月10日－1718年11月18日 第199世 1731年7月1日－1731年7月22日 | 繼任： 道仁法親王 |